# غروفر كرانتز
غروفر ساندرز كرانتز (بالإنجليزية: Grover Krantz)‏ (ولد 5 نوفمبر 1931 – توفي 14 فبراير 2002)؛ هو عالم أنثروبولوجيا أمريكي راحل؛ كان أحد قلائل العلماء الذين بحثوا عن بيغ فوت، بل وعبر أيضا عن اعتقاده بوجود المخلوق. ألف كرانتز طوال حياته المهنية أكثر من 60 مقالا أكاديميا وعشرة كتب عن تطور الإنسان،  وأجرى البحوث الميدانية في أوروبا والصين وجاوة.
فيما عدا دراساته الرسمية في الأنثروبولوجيا التطورية وعلم الحيوانات الراقية، فقد واجهت أبحاث كرانتز على بيج فوت انتقادات شديدة واتهامات من زملائه بدعمه «للعلوم الهامشية»، ما كلفه المنح البحثية والترقيات، وأخر فترة عمله في الجامعة.  وعلاوة على ذلك، تم رفض مقالاته حول الموضوع من قبل المجلات العلمية.  ومع ذلك، ظل كرانتز عنيدا في عمله، وظل منجذبا إلى مواضيع مثيرة للجدل، مثل بقايا رجل كينويك، مطالبا بالحفاظ عليها ودراستها. ووصف بأنه «العالم الوحيد» و «المحترف الوحيد» الذي نظر إلى بيغ فوت بجدية في زمنه، في حقل يسيطر عليه هواة الطبيعيات بشكل كبير.